# Зарасай
Зараса́й, Єзероси або Озероси (лит. Zarasai, пол. Jeziorosy, в 1836—1918 Новоолександрівськ) — місто на північному сході Литви, адміністративний центр Зарасайського району; пам'ятник урбаністики й курортна територія.

## Відомі особистості
В поселенні народилися:
- Бродовський Антон Рафаїлович (20 жовтня 1859) — російський і білоруський нумізмат
- Врангель Петро Миколайович (1878—1928) — російський воєначальник, генерал-лейтенант російської імператорської армії
- Семенова Уляна Ларіонівна (9 березня 1952) — латвійська баскетболістка.

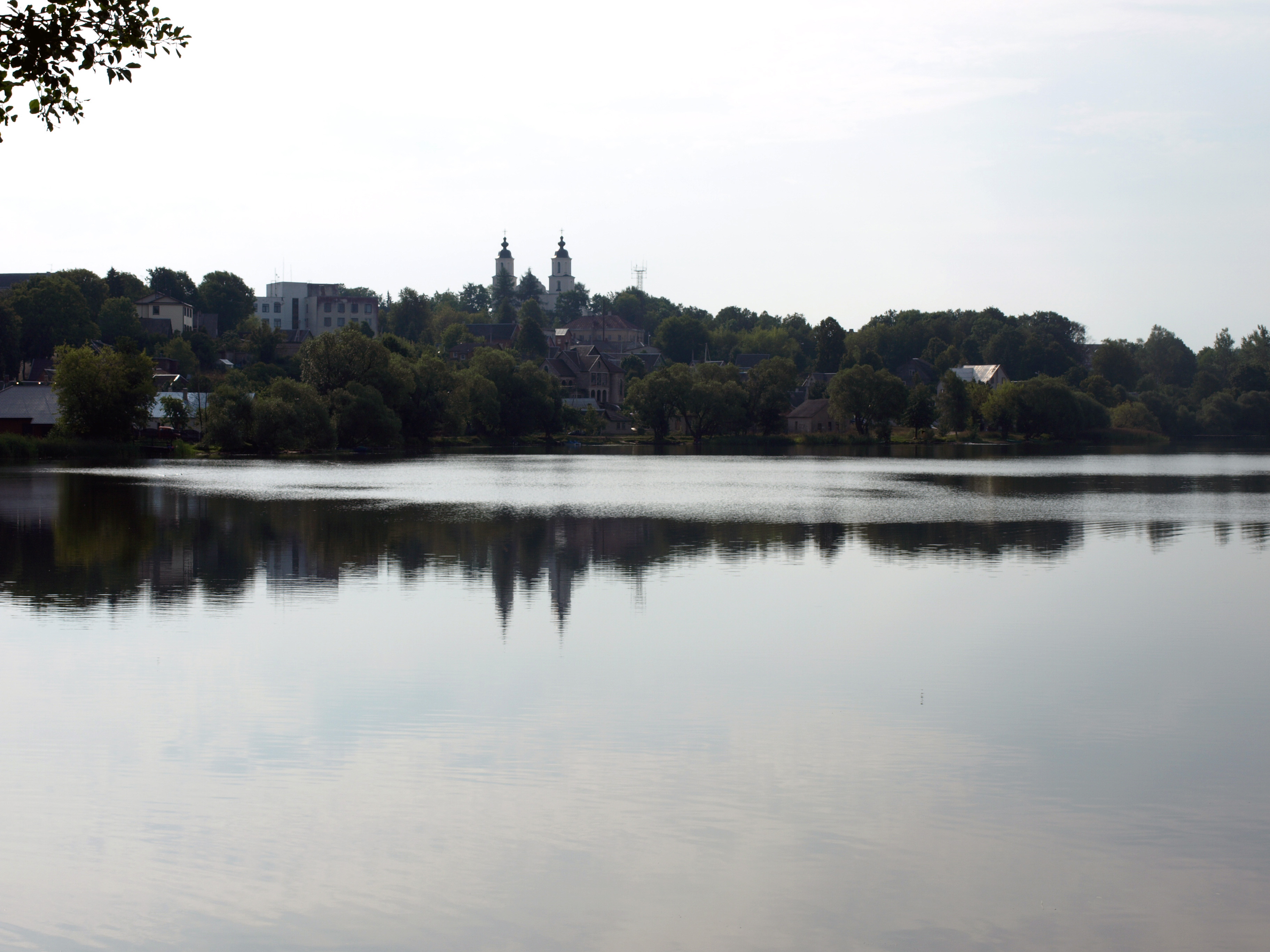
Озеро Зарас
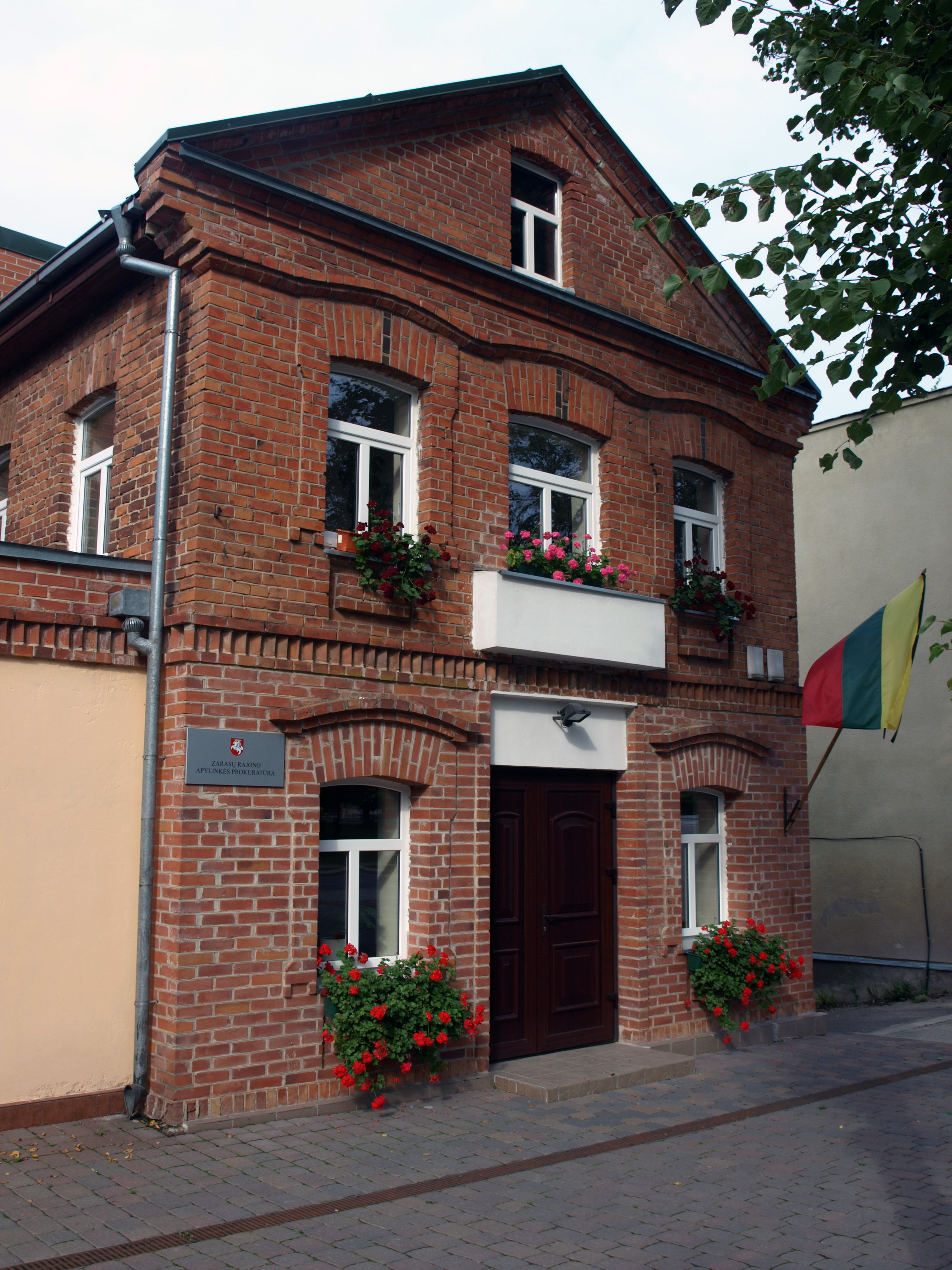
будівля місцевої прокуратури